# Station Marciszów
Station Marciszów is een spoorwegstation in de Poolse plaats Marciszów.